# Røst
Røst este o comună din provincia Nordland, Norvegia.